# 國際網球超級聯賽
國際網球超級聯賽，簡稱IPTL（英語：International Premier Tennis League），是一項成立於2013年的網球團體賽。由卡塔爾航空公司、可口可樂公司等聯合贊助舉行。目前聯賽內部有四隻隊伍，包括阿聯酋皇家隊、印度Ace隊、馬尼拉小牛隊以及新加坡衝撞隊。2014年11月開始在菲律賓首都馬尼拉、新加坡、印度新德里和阿聯酋迪拜巡迴舉行。

## 成立
網球超級聯賽由印度球員馬赫什·布帕蒂於2013年5月25日在巴黎發起，期起初的規劃為在亞洲境內設立六隻隊伍，比賽在2014年賽季末開始舉行。隨後六隻隊伍減少為四隻隊伍，原本列入的香港隊和科倫坡隊最後退出比賽行列。而原先加入的曼谷隊最後由馬尼拉小牛隊取代，中東隊則改名為阿聯酋皇家隊，新加坡雄獅隊則被新加坡衝撞隊所替代。最終確定的四隻隊伍分別是：
- 馬尼拉小牛隊
- 阿聯酋皇家隊
- 印度Ace隊
- 新加坡衝撞隊

## 賽制
網球超級聯賽屬於表演賽性質的比賽，因此賽制和規則不與正規網球規則一樣，新的比賽規則由國際網球聯合會（ITF）設計。比賽項目分為：
- 男子單打
- 女子單打
- 男子雙打
- 混合雙打
- 傳奇單打

## 資料來源
1. ↑  . 新浪體育. 2014年11月27日  [2014年12月27日]. （原始内容存档于2019年8月2日）.

## 外部連結
- 官方网站